# Sigewin von Are
Sigewin von Are, dit le pieux († 31 mai 1089 à Cologne), fut archevêque de Cologne de 1078 à 1089.

## Biographie
On ne sait rien des origines de Sigewin.
Il fut doyen de Cologne à partir de 1076, et élevé trois ans plus tard au trône épiscopal de Cologne par Henri IV dont il fut partisan dans la Querelle des investitures. En 1080, il réchappa de peu à la défaite de Hohenmölsen.
En 1083, Sigewin fut le second évêque à mettre un terme aux faides qui déchiraient la Rhénanie en proclamant la paix-dieu. Il fit reconstruire à partir de 1085 l'abbatiale Sainte-Marie aux Marches, précédemment incendiée, la consacra et dota l'abbaye de plusieurs terres. Le 30 mai 1087 il couronna à Aix-la-Chapelle le prince Conrad, âgé seulement de 13 ans, roi de Germanie.
Sigewin est l'un des premiers prélats germaniques à recevoir le pallium des mains de l'antipape Clément III. Cela réparait sans doute le fait que le pape Grégoire VII avait placé l'évêché de Minden, suffragant de Cologne, sous l'autorité de l'archevêque de Magdebourg.
Sigewin fut inhumé dans la cathédrale de Cologne et reçut peu après l'épithète de « pieux. »